# Dina stschegolewi
Dina stschegolewi (П'явка Щеголєва) — рід п'явок родини Erpobdellidae ряду Безхоботні п'явки (Arhynchobdellida). Синоніми — Erpobdella stschegolewi, Herpobdella stschegolewi. Вид занесено до II категорія Червоної книги України.

## Опис
Загальна довжина становить 7,3 см, завширшки 8 мм. Тіло звужується з середини до переднього кінця, передня частина дещо розширена. Задня присоска вужча за тулуб, добре розвинена. Шкірні сосочки численні й добре розвинені.
Забарвлення темно-оливкового кольору з сірим відтінком. Спина вкрита дрібними жовтуватими плямами, які часто розташовуються по два рядки в кільці. Передній кінець тіла і задня присоска помітно світліше інших частин тіла.

## Спосіб життя
Відноситься до найбільш теплолюбних видів роду. Зустрічається в невеликих річках, стоячих, заболочених або навіть солонуватих водоймах, а також струмках, що випливають з холодних джерел. Тримається біля берега під камінням. Віддає перевагу замуленим ділянкам з помірною течією. В окремих водоймах досить численна. Хижа п'явка, живиться водними безхребетними, зокрема Gammarus balcanicus та личинками амфібіотичних комах.
Розмноження відбувається навесні. Довгасті коричневі кокони відкладаються на нижню поверхню каменів.

## Розповсюдження
Мешкає в Криму (Україна) — нижня течія річки Альми і околиці міста Бахчисарай (насамперед річка Коккозка). Також ареал охоплює чорноморське узбережжя Росії та Грузії. У 2016 році виявлено цей вид в окремих районах Азербайджану (річка Корчай), в 2 струмках Кахетії (Грузія).
Область поширення цього виду збігається, як правило, з областю сильної антропогенного навантаження.